# Liceo ginnasio statale Annibal Caro
Il liceo ginnasio statale "Annibal Caro" è una scuola secondaria di secondo grado di Fermo.

## Storia
Durante il Regno d'Italia, lo stesso Napoleone Bonaparte nel 1808 fece istituire in Italia tre licei.
Seguì un periodo difficile segnato dalla chiusura con la restaurazione del 1815, dalla riapertura con bolla di ripristino di papa Leone XII nel 1824 ed il riaffidamento ai gesuiti nel 1839. Nel 1826 il liceo riprese effettivamente le attività.
Viene citato in testi del XIX secolo: Nel 1841 si ricorda un professore di botanica del liceo di Fermo. Dopo l'unità d'Italia Fermo diventò un centro di riferimento per gli studi di ambito non solo locale e sottratti all'influenza della Chiesa e la rivista gesuitica Civiltà Cattolica stigmatizzò che il direttore del liceo pubblico di Fermo fosse diventato un ex-canonico passato a posizioni laiche.
Nel 1870 viene indicato come unico regio liceo del suo dipartimento, mentre ad Ascoli vi era un liceo commutativo e la Gazzetta ufficiale del 1899 ricorda quando il ginnasio comunale venne unito al liceo e venne dedicato ad Annibal Caro.

## Strutture

### Edificio
Il liceo classico ha sede nel palazzo Euffreducci, che la nobile famiglia aveva fatto erigere come palazzo fortificato, in stile gotico-fiorito con una coronatura a merli. Uno dei più noti proprietari dell'edificio fu Oliverotto da Fermo, dopodiché divenne proprietà dei gesuiti che lo utilizzarono per il loro collegio. In quella occasione i gesuiti provvedettero ad integrare il primitivo palazzo con le nuove costruzioni. Con la soppressione dell'ordine, l'edificio passò al demanio che lo utilizzò al tempo del regno Italico a sede del liceo allora costituito.  Passato ad altri usi, ritornò liceo con il 1860.
Temistocle Calzecchi Onesti – un tempo alunno della scuola – divenutovi insegnante, promosse l'istituzione di un osservatorio meteorologico in quegli stessi locali del laboratorio di fisica, dove, nel periodo 1883-1898, condusse i propri studi circa la resistività e conduttività delle polveri di metallo, il Coherer. Guglielmo Marconi in un suo discorso in Campidoglio, illustrò come in quegli esperimenti fosse possibile rilevare alcuni elementi, precursori delle sue stesse invenzioni.
Il liceo per le scienze umane ha sede a partire dal 2016 nell'ex palazzo Sacconi, in via Perpenti, storico edificio il cui restauro ha ravvisato l'impianto di due chiese.

### Collezione ornitologica Salvadori
Nei primi anni del XXI secolo nei locali del liceo è stata esposta l'importante collezione ornitologica Salvadori.